# モテるために必要なことはすべてダーウィンが教えてくれた
『モテるために必要なことはすべてダーウィンが教えてくれた 進化心理学が教える最強の恋愛戦略』（Mate: Become the Man Women Want）は2015年に発表された進化心理学者ジェフリー・ミラーと作家タッカー・マックスによる交際指南本。邦訳は2022年にSBクリエイティブから監訳橘玲、翻訳寺田早紀、河合隼雄により出版されている。

## 内容
いわゆるピックアップ・アーティストのような俗流心理学に基づいた手法を批判し、進化心理学的に正しいモテのアドバイスを記した本である。Part0としてそのための5つの原則が紹介されている。
- 第一の原則：科学にもとづいて決める（先入観には頼らない）
- 第二の原則：女の子の視点を理解する
- 第三の原則：自分の魅力を装備する
- 第四の原則：正直であること（自分自身にも相手にも）
- 第五の原則：ウィンウィンの関係を築く

邦訳版は日本の読者に向けた体裁にする条件で版権を獲得し、橘玲責任の下日本の性愛文化にそぐわない部分は省略されている。